# Raúl Castro
Raúl Modesto Castro Ruz (Birán, 3 juni 1931) is een Cubaans politicus en revolutionair. Vanaf 24 februari 2008 tot 18 april 2018 was hij president van Cuba.

## Loopbaan
Hij is de jongere broer van Fidel Castro en maakte met deze deel uit van de Beweging van de 26e juli. Hij voerde, net als onder anderen zijn broer en Che Guevara, een peloton aan in de guerrillaoorlog. Hij was tot haar dood op 18 juni 2007 getrouwd met Vilma Espín, een strijdster van het eerste uur, die later als voorzitster van de Cubaanse vrouwenbeweging uitgroeide tot een van de machtigste vrouwen op Cuba. Sinds 1965 was hij de tweede secretaris van het Centraal Comité van de Communistische Partij van Cuba. Raúl Castro was bovendien opperbevelhebber van de strijdkrachten in zijn land en minister van Defensie.
In 1997 werd hij door Fidel officieel benoemd tot zijn plaatsvervanger als secretaris van de partij en daarmee tot beoogd opvolger. 
Zijn oudste dochter, Mariela Castro, is anno 2006 het hoofd van het Cubaans Nationaal Centrum voor Sekseducatie en is tevens een fervent voorvechtster voor de rechten van holebi's en transgenders.
In augustus 2006 droeg Fidel Castro in verband met gezondheidsproblemen het presidentschap tijdelijk over aan zijn jongere broer. Raúl was hiermee tevens tijdelijk de nieuwe leider van de Communistische Partij. In februari 2008 trad Fidel Castro definitief af en werd Raúl officieel tot president gekozen. Op 24 februari 2013 werd hij herkozen voor een tweede ambtstermijn als president. Ook kondigde Raúl aan dat hij in 2018 met pensioen zou gaan, als deze termijn was afgelopen. Als vicepresident en beoogd opvolger werd Miguel Díaz-Canel Bermúdez aangesteld.
Op donderdag 19 april 2018 werd Díaz-Canel tot nieuwe president gekozen. Castro werd benoemd tot voorzitter van een commissie die de Cubaanse grondwet ging herschrijven. De nieuwe constitutie werd in januari 2019 goedgekeurd door het parlement en op 24 februari 2019 door de bevolking bij referendum. Hierna bleef Raúl nog tot 2021 partijleider.

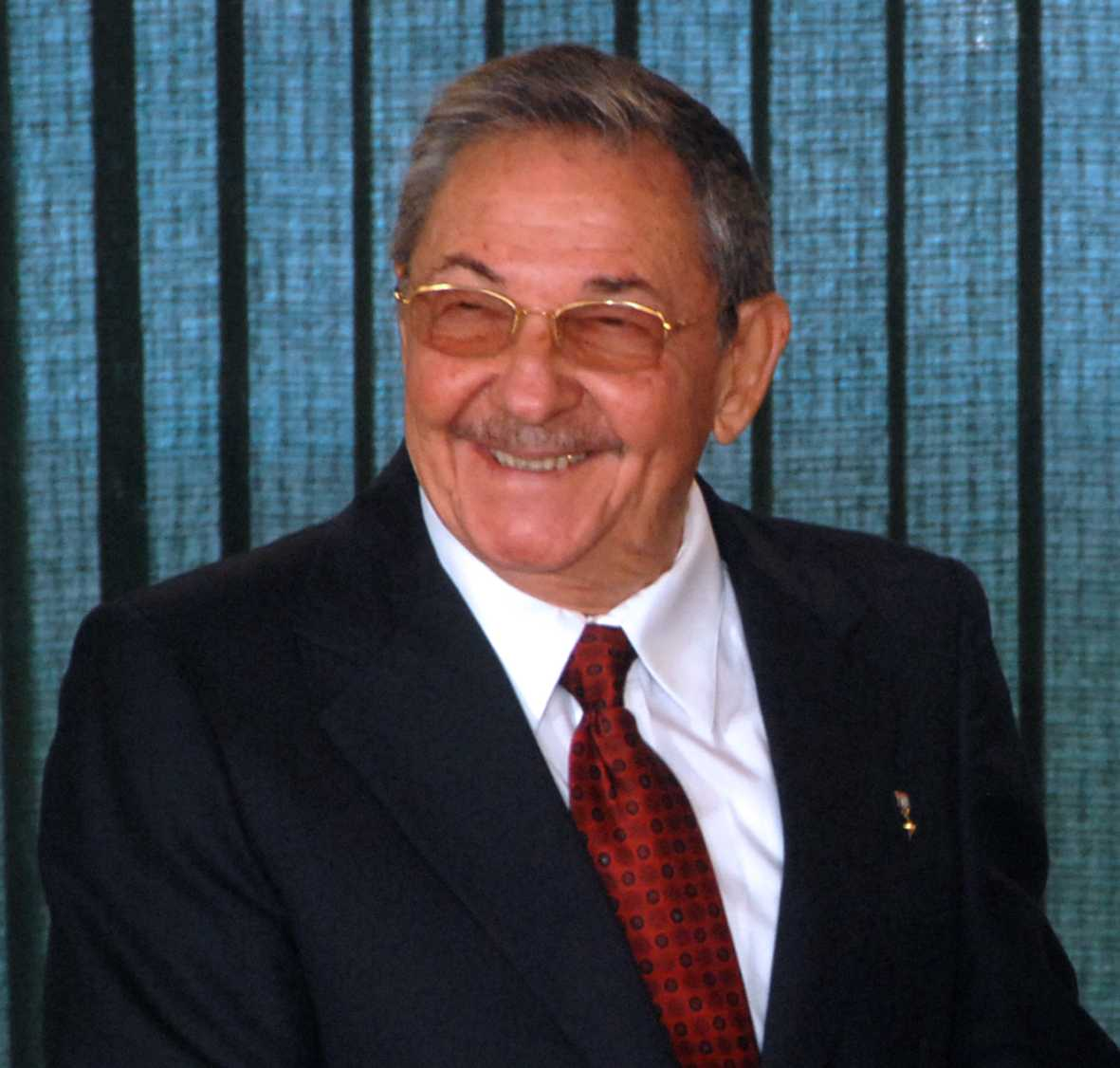
Raúl Castro in 2008